# Jobst német király
Morva Jobst, más néven Jodok, magyarosan Józsa (németül: Jobst von Mähren) (1351. január 29. – Brünn, 1411. január 18.) 1375-től morva őrgróf, 1410-től német király a Luxemburg-házból. Tehetséges uralkodóként tartják számon, azonban politikai nézeteit és pártállását a pillanatnyi érdekeinek megfelelően változtatgatta. Családjának sikereit ügyesen fordította a maga javára. 1399-től 1402-ig Zsigmond magyarországi trónjának az örököse.

## Élete

### A korona várományosaként
János Henrik morva őrgróf és Opavai Margit fiaként, IV. Károly unokaöccseként született.
1387-ben jelentősen hozzájárult ahhoz, hogy unokafivére, Zsigmond kerüljön a magyar trónra.
Jobst a IV. Vencel ellen felkelő cseh nemesek élére állt, ám 1394-ben fogságba vetették, és csak a német fejedelmek nyomásának köszönhetően szabadult.
1397-ben megszerezte Lausitzot.
Mária királynő és megszületett, de pár óráig élt fia halála (1395), valamint IV. Vencel cseh király rövid magyar trónörökösi időszaka után 1399-ben lett Zsigmond magyar király új trónörököse Magyarországon.
A Zsigmond király elleni összeesküvés és a király siklósi fogsága idején 1401-ben betört Magyarországra unokatestvére esetleges trónfosztására számítva mint Zsigmond kijelölt örököse, de nem járt sikerrel. A következő évben, 1402-ben Zsigmond ezért megváltoztatta a magyar trónöröklési elképzeléseit és érvénytelenítette a megállapodást Jobsttal, aki helyett IV. Albert osztrák herceget tette meg a Magyar királyság trónörökösének, amely terv ellen viszont 1403-ban országos felkelés bontakozott ki Magyarországon.

### Német királlyá választása
Rupert német király halálakor 3 párt alakult ki, amelyek egy dologban egyetértettek: mindnyájan újra egy Luxemburg-házit akartak a trónra emelni. Zsigmond oldalán állt a pfalzi és a trieri választófejedelem, valamint saját maga mint a brandenburgi őrgrófi cím tulajdonosa. Az 1400-ban német királyként trónfosztott Vencelre szavazott a szász választó, valamint ő maga mint cseh király. A harmadik pártot a mainzi és a kölni érsek alkotta, akik a morva őrgrófot akarták királynak.
Miután Jobst megegyezett Vencellel, a többség meg is választotta 1410. október elsején. Mielőtt azonban megkoronázhatták volna, és még mielőtt kitörhetett volna a harc vetélytársával, Brünnben váratlanul utolérte a halál.
Jobst udvara a korai humanizmus egyik fontos színtere volt.

## Házassága
Jobst 1372-ben házasodott össze, először Oppelni Erzsébettel (1360 – 1374), gyermekük nem született.
Első felesége halála után Oppelni Ágnest (1348 után – 1413. április 1.) vette el (akinek első felesége unokahúga volt). Ez a házasság is gyermektelen maradt.